# 江原啓之
江原 啓之（えはら ひろゆき、1964年12月22日 - ）は、日本の男性作家、オペラ歌手（バリトン）。元神職。ワタナベエンターテインメント所属。吉備国際大学客員教授、九州保健福祉大学客員教授。一般社団法人日本フィトセラピー協会 顧問。自ら設立した一般財団法人日本スピリチュアリズム協会理事長、世界ヒーリング連盟元会員、二期会会員。日本オペラ協会会員。日本演奏連盟会員。第27期燦々ぬまづ大使。
妻と二人の息子がいる。血液型A型。

## 来歴

### 18歳まで
1964年（昭和39年）12月22日、東京都墨田区の下町で、薬品会社に勤めるサラリーマンの第2子として誕生。7歳上の姉を持つ。
4歳の時、父親を薬害で亡くし、15歳の時、母親を癌で亡くす。中学生時代はギター部に所属していた。技術職に就くことを目指し本郷高等学校デザイン科に進学。放課後はアマチュア合唱団の練習に参加。
1981年、高校2年の時、姉が嫁に行き、一人暮らしを始める。和光大学人文学部芸術学科 に入学し、美術を専攻（,p127）。彫刻 や音楽を学ぶ。大学の近くに移住する。「18歳までは守られる」という生前の母の言葉通りに、18歳になった頃から心霊現象に悩まされ19歳で大学を退学する。

### 神職の資格を得る
警備員のアルバイトをする傍ら、エスカレートする一方の心霊現象を解いてもらう為に、何十人もの名の知れた霊能者を渡り歩くも解決できず、それまで霊能者達に支払った高額な料金で貯金も底をつき、自殺まで考えるほど精神的にも金銭的にも追い詰められる。そして20人目にして出会った日本心霊科学協会の講師・寺坂多枝子と江原は運命的な出会いをする。寺坂から学識高く霊的なものを健全に懇親に説明され、また江原の卓越したスピリチュアルな霊能力を見抜き指摘するが、江原自身は幼少の頃からスピリチュアルな能力は感じていたものの、まだ半信半疑だった。自身の周囲で巻き起こる心霊現象も悪霊の仕業ではなく、江原自身の霊媒能力に寄るものが大きいと説明され、以後、寺坂多枝子に大きな信頼を置く。
人格や波長を高く保ち善きカルマを積めば、低級霊は寄って来ないとアドバイスを受け、自分の力をコントロールするため修験道（真言密教系）の修業を始める。1年間寺で修業した後、高尾山での 2年間の滝行により憑依体質を克服。「日本心霊科学協会」の「精神統一協会」や寺坂の主催する「清玲会」に通い、瞑想や本格的な心霊科学を学んでいく。
滝行で知り合った男に職業霊能者になる誘いを受ける。心霊相談の部屋を提供されるも、お金を一切もらえず、極貧の生活に追い込まれる。そして人の悩みや迷いに付け込んで高額な料金をせしめ取る霊視アドバイス屋にされていることに気づき、夜逃げ同然に逃げ出す。
「社会的に信頼されるようにきちんとした職業を持つべき」という寺坂の勧めに従い、22歳 の時、神職の資格 を得るため國學院大學の夜間部に入学。1987年（23歳）、 北沢八幡宮に実習生として勤める。経済的に苦しかったため、夜間の授業を終えた後、深夜に心霊相談を行うという過酷な生活を送る。
國學院大學別科神道専修II類を修了し、神職の資格を得る。
心霊相談で知り合った人たちや昔からの友人たちによって、東京、横浜に計3ヶ所スピリチュアリズムを学ぶサークルが作られ、毎月、講師として研修を行う。後に計3ヶ所合同の研修会（これが後に「江原啓之のスピリチュアリズム講座」となる）を北沢八幡神社の広間で開催する。
この頃、名古屋の医師の紹介で、北海道の浦河町に建てた別荘の心霊現象に悩んでいた小説家、佐藤愛子の相談に乗る（,p257）。
『シルバーバーチの霊訓』と出会い、これを読んだ江原は、つぎのような感想を述べている。「自分が見出した真理が正しかったことが裏付けられ、これまでの自身の経験の意味を改めて理解でき、感動した」。江原が、この本を読んだのは、寺坂が江原の両親を招霊した時期に近い。

### イギリスでの学び
1989年（24歳）3月、北沢八幡宮を去り、近くの東京・下北沢のアパートで、心霊相談とヒーリングによるスピリチュアリズムの普及を目的として「スピリチュアリズム研究所」を設立（後に自宅も兼ねる。）。
寺坂多枝子の「霊能者は拝み屋の域を離れ、アカデミックなスピリチュアリズムを学び、その地位を築くべき」とのアドバイスにより、1990年（25歳）2月、霊能者としての活動のヒントを求め、スピリチュアリズムの本場とされるイギリスに渡り学ぶ。ロンドンのミーディアム(霊能者)を育成する団体である「英国スピリチュアリスト協会」(SAGB)を訪ね、ネラ・ジョーンズ（Nella Jones）、テリー・ゴードン、ドリス・コリンズ（Doris Collins）など、霊媒師として知られる人物たちと会い、理論、実践を学ぶ。中でも最も影響を受けたのはドリス・コリンズであり、自身のスピリチュアルカウンセラーとしての活動はドリスを見本にしているという。
渡英中、ドリスにイギリスに住みたいと希望を伝えた際は、「私と同じようにパイオニアとして、日本で人々に真理を伝えてゆきなさい」と言われたという。以降1996年まで、足かけ6年、計9回渡英する。
帰国後、個人カウンセリングにイギリスで学んだスピリチュアリズムの手法を取り入れる。

### スピリチュアル・カウンセラーとして
イギリスで学んでいた時に、ある男性ミーディアム（霊媒）の名刺の肩書であった“スピリチュアル・カウンセラー”  という言葉を気に入る（、p206）。 “霊能者”という言葉には現世利益を与える他力本願的なイメージが強く、暗いイメージがあり、そのような拝み屋的な存在としての心霊相談と同一視されたくないという思いもあり、スピリチュアル・カウンセラーと名乗るようになったという。
江原のカウンセリングスタイルは、一般的な日本の霊能者がするような相手の相談に答えて行くという形ではなく、自身が霊的世界とコンタクトを取り、その人に関わるさまざまな情報およびメッセージを一方的に伝えて行く、イギリスや欧米諸国で行なわれている「シッティング」という手法である。依頼者自身にしか知り得ない事柄を語ることで依頼者に霊的世界を証明し、その感動を通じて霊的世界の真理を広めてゆくことを考えたという。また、拝み屋的な演出を排し、かわいらしいサロン風のカウンセリングルームで平服でカウンセリングを行なった。
しかし、十数年カウンセリング活動を続ける中で、楽して成功を求めるようなスピリチュアリズムの真理に反した物質的価値観による相談や非常識なクレームをつける人が多く、1年間に千件に及ぶカウンセリングの中でも、やってよかったと思えたのは10パーセントにも満たなかったという。そんな中で、応急処置的なカウンセリングばかりに時間を割くより、霊的な真理という「人生の地図」を普及させることの方がはるかに「人の助け」、「霊界の助け」になると考え、個人カウンセリングを休止し、執筆活動や講演活動に重点を移した。

### マスメディアへの登場
寺坂を通じて知り合った佐藤愛子の助力でマスメディアに姿を現す。
1992年（27歳）、ファッション雑誌『CanCam』（1992年2月号）の連載で取り上げられたことで、「スピリチュアリズム研究所」に予約が殺到する。
1993年（28歳）5月、歌手のイルカの知人の紹介で知り合った女性と結婚し、千代田区の「日枝神社」で挙式。
1994年（29歳）、長男が誕生（,p92）。
自ら学んだスピリチュアリズムを本で伝えたかったが、無名ゆえに引き受けてくれる出版社がなかったため、名前を知ってもらうためと、マスメディアに登場する霊能者はキワモノがあまりにも多く、その話が心霊現象に偏っているため、「人はなぜ生まれ、いかに生きるか」を語る霊能者も必要だと考えマスメディアに出ることにしたという。
テレビ出演の際はスタジオにろうそくやヤナギの木を置いたり、血の滴るようなテロップやおどろおどろしい「再現ビデオ」などを見せる心霊番組特有の局側の演出を不要だと再三訴え、やめてもらうようにしたという。
当初のテレビ出演時は、守護霊を自身の身体に憑依させ、その守護霊の口調でアドバイスを伝えていたが、後にアドバイスのみを伝えるようになっている。
初期の自著は当初2冊共ほとんど売れず、そのうち1冊は間もなく絶版となってしまった。ある人からの「世間の人はいきなり理解するのは難しい世界だから、もっと身近な具体例を挙げるべき」とのアドバイスを受けて書いた3冊目の自著『幸運を引き寄せるスピリチュアル・ブック』が70万部を超えるベストセラーとなった。2001年（36歳）、カウンセラーの中森じゅあん（「日本算命学協会」 代表）から紹介を受けて三笠書房より出版された。その後、江原の存在が世間一般に広まり、江原啓之への世間一般の関心が高まるにつれて、当初は精神世界に関心を持つ人にのみ認知された最初の著書『人はなぜ生まれいかに生きるのか』（ハート出版）も非常に高い評価を受けるようになり、沢山の読者を獲得するに至る。
2003年（38歳）、テレビ東京の深夜バラエティ番組『えぐら開運堂』に毎週レギュラー出演し、2年間に渡り女性視聴者に対して人生相談を行う。
同年6月より東京を皮切りに2004年5月まで『江原啓之スピリチュアル・トーク』を全国で開催。
2005年（40歳）4月からは美輪明宏と共にスピリチュアルな視点から人生を説くテレビ番組『オーラの泉』に出演し、話題を呼ぶ。『オーラの泉』において、霊視して部屋の中の様子を言い当ててゲストを驚かせ（当然節度を守った範囲でだが）、番組を盛り上げるデモンストレーションは有名。
2007年（42歳）現在、著書の累計出版部数は900万部を超えており、ベストセラー作家としても世に知られている。
江原に批判的な側は江原のファン・信奉者を揶揄的な意味合いを込めて「エハラー」と呼ぶこともある（、p315）。

### スピリチュアリストとして
今後はルドルフ・シュタイナーのように、スピリチュアリズムをアカデミックな思想として確立させ、学校や教育などいろんな方面に応用できるようにしたいという（、p95・、p210）。
また、将来はホスピスを作ることが自分の夢だとしている（、p23）。
2009年度（44歳）から、吉備国際大学短期大学部にて客員教授としてスピリチュアリズム授業を行っている。
2011年（46歳）3月、スピリチュアリズム研究所を発展させ、一般財団法人日本スピリチュアリズム協会を設立する。

### 歌手としての活動
30代半ばで 武蔵野音楽大学パルナソスエミネンス（特修科）に入学し、声楽を専攻する。菊池英美、吉池道子、ヴィットーリオ・テッラノーヴァらに師事し、同科を修了した。
もともと、サラリーマンだけはなるまいと考えており、芸術で生きて行くことを考えていたという。スピリチュアルカウンセラーを始めたときの「10年計画」にも歌を歌うことが入っていたという。歌詞にこめられた「言霊」とメロディーにこめられた「音霊（おとたま）」によって、豊かな感性を呼び戻してほしいとしており、スピリチュアリズムや霊能者に対する偏見を払拭したい思いもあるという。
2003年からは自身の「公演」の中で歌を披露している。現在も定期的に声楽のレッスンに通っている（、p92）。
2000年、武蔵野音楽大学特修科修了演奏会では、ヴェルディ、ロッシーニを中心としたプログラムで優秀な成績を修めた。以後2001年には、「日本歌曲の夕べ」を開催。
2002年、「La strada-イタリアへの道」を東京都渋谷区の音楽ホール「ムジカーザ」で開催。
2004年5月には出版300万部突破を記念して、「江原啓之バリトンリサイタル」を銀座の王子ホールにて行い、イタリア歌曲、オペラ、日本の歌曲を歌った。
また、2004年12月には、デビューアルバム『スピリチュアル ヴォイス』、2006年3月にはセカンドアルバム『スピリチュアル エナジー』をリリース。
2005年度より美輪明宏の提言により「スピリチュアル・アーティスト」としての活動を開始、2005年1月から3月まで全国各地で『江原啓之スピリチュアル・ヴォイス』公演を行い、5月には東京・渋谷公会堂で特別追加公演も開催した。ヴェルディ、ロッシーニ等のベルカントオペラを得意とし、その他様々なコンサート・リサイタル等に出演している。
2007年9月から10月にかけて、四大都市で三枝成彰プロデュースの20周年記念チャリティー コンサートを行う。初めてオーケストラをバックにし、ソプラノ歌手佐藤美枝子と共演した。財津和夫、イルカ、尾崎亜美らが出演し、デュエットも披露。
2008年5月、関西二期会第68回オペラ公演『セヴィリアの理髪師』に特別出演、フィオレルロ役を演じた。2009年5月には関西二期会第70回オペラ公演『ラ・ボエーム』にて、ベノアおよびアルチンドロ役を演じた。
また、作詞家としてもイルカの『まるい地球は誰のもの』の作詞をイルカと共作であるが手掛けている。
1998年から声楽を指導してきた武蔵野音大の菊池英美教授は「当初は技術的に素人のレベルだったが、確実に成長して今ではヘタなプロよりも感動的に歌う。2010年12月の『第九』公演でも佐藤美枝子を相手に負けていなかった。一番の特徴は声が柔らかく人間的な温かみがあること」と評価している。
江原本人は、スピリチュアルは生活のための「適職」で、歌は心を豊かにする「天職」と言っている。

## 人物像

### 寺坂多枝子からみた江原
- 寺坂多枝子は、江原の両親として霊を招霊した。その霊が江原に語り聞かせたのは、父母と自分にしかわからない内容であった。そのため江原は、驚きと感動で涙した[1]。このとき、寺坂は、江原の両親の死の原因を江原に伝えた。
- 寺坂によれば、江原が心霊現象に振り回されている原因は、悪霊の仕業ではなく、江原の生まれつきの霊媒体質である。
- 寺坂によれば、江原の指導霊は、戦国時代に京都御所を護衛しており、後に出家して修験道の行者になり、加持祈祷で人々の病気を治していた「昌清之命（まさきよのみこと）」という人物である[1]。指導霊とは、人それぞれを守り導いているとされる“守護霊”のうちの一つであり、人の才能や趣味を指導するものである。
- 寺坂によれば、江原の指導霊である昌清之命が望んでいることは、江原が自身の霊能力を世の中の人のために使うことである[1]。他の霊能者のWや佐藤永郎も寺坂と同様の霊視をしたので、江原は、寺坂の説明を事実であると確信した[4]。

### 批判
- 2006年3月、『週刊文春』が江原が元信者の女性に暴力を振ったり飼い猫を虐待していたとする『スピリチュアリズム研究所』のかつての女性スタッフの告発記事を載せた[21]。これに対し、『週刊新潮』は当時を知る別の匿名の女性スタッフと江原のそのような事実はなかったとするインタビューを掲載した[22]。その後も、『週刊文春』は江原が相談を受けた芸能人の個人情報を周囲に漏らしたという記事を載せた[23]。
- 『日刊ゲンダイ』（2007年2月1日付）で、過去に出演した『こたえてちょーだい!』（フジテレビ系）で江原の霊視を受けたという女性が、霊視の内容がスタッフに事前に質問されて答えた内容と同じであった、と明かした。これに対し番組を制作したフジテレビは「コメントは差し控えさせていただく」とし、事実だと認めてはいないが否定はしていない。
- テレビ番組などで行う江原の前世霊視は、イメージの良いものにばかり偏っていないか？などと疑問視されることもある[24] 。『週刊文春』の2007年2月1日号によると、『オーラの泉』中で行った芸能人の霊視では、公家、武士、巫女、貴族、修道士、思想家といった職種ばかりで、日本、イギリス、フランス、イタリアといった国家の人間になぜか偏っているという。しかし、それを裏付ける統計やこの主張が統計的に有意であると検定した資料は示されていない。
- 2007年3月1日、霊感商法の被害対策に取り組んできた「全国霊感商法対策弁護士連絡会」が、超能力や心霊現象などを喧伝し、霊魂観や死後の世界についての考え方を断定的に述べているテレビ番組が、霊感商法の被害予備軍を生み出しているとして、行き過ぎないように求める要望書[25] を各局宛に提出した。その中で 2006年12月9日、中学2年生の少年が部活動でレギュラーを外されたのを苦に、「絶対におれは生まれ変わる。もっとできる人間になってくる」などと書き置きして飛び降り自殺した事件に触れ、少年の手紙には霊界の話を紹介するテレビ番組を家族と見たことに触れてあったことから、そのような番組が悪影響を与える懸念を指摘した[26][27][28]。
江原は、自分は自著やテレビにおいて、自殺して生まれ変わっても同じ試練を繰り返すだけだから、苦しくても生き抜くべきと説いているのだから、自殺者が増えるのは自分の影響だと言われる筋合いはまったくないと反論している（[12]、p27）。
なお、日本民間放送連盟が定める放送基準 第8章には「非科学的な迷信や、これに類する運命・運勢鑑定、霊感、霊能等を取り上げる場合は、これを“肯定的に取り扱わない”」と記述されている[29]。
- 『ニューズウィーク日本版』2007年5月16日号では「世界ヒーリング連盟」に江原の名前がないことから経歴詐称疑惑が報じられた[30]。以降、自身の経歴において「世界ヒーリング連盟会員」という肩書きに“元”を付加している。また、江原は自身のウェブサイトにおいて、『ニューズウィーク日本版』のインタビューを受けた際のことについて、実際は世界ヒーリング連盟には所属していたが、当時すでに世界ヒーリング連盟は解散されていたにも関わらず、その事実を告げず、あたかも名簿に名前がないことのみを詐称であるかのように記事にされ事実状況は記載されなかったと反駁している。また世界ヒーリング連盟の日本支部代表は山本貞彰氏であった。
- 『週刊文春』2007年11月8日号は『FNS27時間テレビ みんな“なまか”だっ!ウッキー!ハッピー!西遊記!』の一コーナー「江原啓之、新潟の女性訪問・亡き父親からのメッセージ」でやらせがあったと報じた。震災被害者にリンゴを贈るボランティア活動をしていた秋田県の美容院の経営者女性に江原が亡き父のメッセージを聞かせるというサプライズを仕掛けて喜ばせる企画であったが、江原がボランティア活動によって美容院経営を疎かにしているとして「死んだお父さんは、あなたが悪いと言っている」としたことに対し、その女性が睨んで反論した場面は全てカットされ、女性が講演会の会場に自分がボランティアでリンゴを送った人々が客席にいるのを見て感激し、涙した場面を江原の言葉に感激して涙したかのように編集されていたという。講演会の客も大半がサクラであり、美容院の従業員からの手紙もやらせであったという。その女性は、承諾なく霊視を受けさせられた上に、自分が経営している美容院が経営危機であるとの虚偽の演出をされ、「善意の形をとりながら、結果的に傷つけられた」として「放送倫理・番組向上機構」（BPO）に訴えた[31]。
この件に関して、BPOの放送倫理検証委員会はフジテレビに質問書を送り、事実関係の説明を求めた[32]。
2008年1月21日、BPOは同番組が放送倫理違反であるとの審議結果を発表。具体的な裏付けもないまま美容院が「経営難」だと断定したこと、放送基準が慎重な扱いを求める「スピリチュアルカウンセリング」なるものを本人の同意もないまま行い、江原のPRに女性を利用したことに問題があるとした。「おもしろさを第一とする取材・構成・演出を繰り返し、その結果、人間の尊厳を傷つけかねない番組を放送している。」としてフジテレビに改善策の提出を求めた[33][34]。
江原はこの問題について、翌22日、自身のウェブサイトで、BPO意見書を重く受け止め、今後は慎重に行動したいとし、フジテレビの番組制作のありかたを遺憾に思うと述べた。テレビ局からは「女性が『オーラの泉』の大ファンで、カウンセリングを熱望している」と言われたので出演を承諾したが、（本当は望んでいなかったのだとすれば）「カウンセリングを望まれている」というテレビ局からの報告を鵜呑みにする自身の傲慢さがあったと反省するとした。また、「望まれていない」と苦言を受けたのは相手の心情に対する考慮に欠けていたと、「深く反省するとともに、謝罪の意を述べたい」とした。さらに「問題となっているテロップの『経営難』などの発言は私からありませんでした」「ボランティアに関する経済的な苦労に対しての、バランスを指摘したにすぎません」と弁解し、「収録時には、出演者は大喜びしていたのに今回の事態のようになったのはテレビの演出方法が女性を傷つけることになったからなのだと理解している」とした。また、マスコミが自身の霊視を「やらせ」としたい意図的な姿勢があるが、これまでの自身の活動が、潔白を証明していると述べた[35]。
2008年4月2日、フジテレビはこの件に関し「一番の問題点は非科学的、荒唐無稽（こうとうむけい）な霊視を番組の中核に置いたこと」と、番組制作の誤りを認める報告書を同局のホームページで公表した。フジテレビは報告書で「霊視を全体として肯定的に扱っているとの批判は免れがたい。バラエティー番組だから許されるレベルの問題ではない」としている[36]。
- 『週刊文春』2008年1月24日号によると、『オーラの泉』で宝塚歌劇団出身の女優檀れいについて「死んだお父さんは『宝塚受験』を見守っていたと話したが、檀の出身地兵庫県の人々から疑問の声が噴出したという。檀の同級生や地元住民から「檀の父親は生きている」との証言があったという。檀は、宝塚デビュー後に母親が再婚した義父の霊視を江原に依頼したが、義父は檀の子供の頃を知り得ないため、江原は実父が存命であることを知らずに霊視したのでは、との疑惑を生んだ[37]。
その後、この件に関し、江原は、週刊現代 2008/3/15号で、「私は、檀さんの人生のなかでの、その時々のお父さんの声を伝えたわけです。ご両親が離婚される前の出来事については、私に視えた実のお父さんのお気持ちを伝え、お母さんが再婚されてからは、亡くなられたお父さんの声を伝えました。それをあえて私が言わなかっただけです。（中略）あの愛のない記事によって、檀さんの心が傷ついていないかと心配しています。」と述べている。
- スピリチュアルブームを批判している苫米地英人は、嘘をついてる人ではないと思うと話すが、自身の生徒が作った偽の心霊写真を、江原が番組で本物だと断言したという体験談から能力は無いと判断しており、悪魔の洗礼(人間の潜在的恐怖)に遭った被害者だと語っている。そもそも霊の勉強も中途半端で、カルマという概念は、突き詰めれば殺人を肯定するポアのような行為にも繋がり、魂の階層性については、絶対的な差別で受け入れてはいけない考えで、語るべきではないと主張する[38]。カルマについて江原は、殺人を肯定したり、罰が当たるといったものではないとして、その著書『言霊のゆくえ』において、カルマとは、悪い行いをした時だけに返ってくるものではなく、気づきを与えてくれるものであり、よき種を蒔けばよき事が返る、人に親切にすればやさしさが返ってくるというのもカルマであると語っている。
- 大槻義彦は江原のテレビの内容や本について、「幼稚、ばかばかしい、インチキである」と自身のウェブサイトにおいて批判している。（大槻にすれば非科学的な）江原の本がベストセラーになってしまうことなどについて、一般読者の幼稚さに驚き、日本人の後進性に落胆しているという[39]。そして、江原の番組をテレビで放送していることや、有名出版社が、江原の本を争って出版していることについて批判している[40]。また、江原に擦り寄る文化人を批判している[41]。
さらに「江原は霊感商法の根源」であると批判。弁護士らと連携の上、出版や放送の差し止めなど法的手段に訴える意向であるという。「法廷で検証実験を行い、インチキを暴く」と語っている[42]。2008年4月、『江原スピリチュアルの大嘘を暴く』(鉄人社) を出版した。
この一方的な批判について『スピリチュアリズムを語る』という書籍の中で江原は、どれもこれも霊的世界のことを物質世界の常識にあてはめて語るからおかしくなるのであって、ルールの違うスポーツを単一のルールでジャッジするようなものである。そもそも火の玉の研究や超常現象をすべてプラズマで説明する態度が非科学的ではないのか、と反駁している。
- 2008年2月、同年4月に新設予定である旭川大学の保健福祉学部における客員教授として、江原は「生命倫理」もしくは「コミュニティ福祉」の講義を担当すると発表された。保健福祉や看護に関しては全くの素人である江原の採用には大学側へ多くの批判が寄せられ、結局、同年3月に江原が辞退を申し入れ、同年4月に辞任した事がマスコミに流れた。これについて実際のところ、江原は自身のウェブサイトで、旭川大学の客員教授は、霊能者として講義をするのではなく、終末期にある患者様の「心の痛み」について医療従事者とは異なる視点で大切な講義行う機会として、ボランティアのつもりであったが、地位名誉を求めるような誤解や、収入を得るような邪推もあり、本意ではないため辞退を決めたと語っている。

#### 批判に対する江原の主張
- 『週刊文春』2006年3月2日号については、江原は『週刊現代』2006年3月25日号での「すべて事実無根です」との記事により、反論している。また、『週刊新潮』2006年3月9日号の、「暴行・猫虐待で江原氏を告発した、おかしな人たち」という記事においては江原は猫が3階から落ちたことはあったが、「わざと落としたなんていうことは絶対にない」と虐待の事実を否定した。
- 江原はマスメディアにおける自身やスピリチュアリズムへの批判による誤解を解くためだとして、2007年10月に『江原啓之 本音発言』（講談社）を出版した。対談形式になっており、相手は長らく週刊誌の記者・編集者を務めて来た40代後半の匿名の男性。同世代の妻と中学生の娘を持ち、「あの世」や「霊」の存在は一切信じておらず、江原を「インチキ臭い人物」と認識しているとされている。この本の中で江原は、自身に対する批判について「すべて、霊的世界への無理解が根源にある」としている。週刊誌で叩かれたことは最初はショックであったが、自分の著作で既に答えを出していることも知らずに批判しているなど、バッシングの内容が的を射ていなかったり、内容的にどうでもいいことばかりで、大きなダメージを受けたことはないとしている。また、一般誌でバッシングされたおかげで「スピリチュアリズム」という言葉が世の中に浸透したことから、自身を叩く人は「広報活動をしてくれる協力者」とポジティブに捉えているという。対談相手の男性は「霊やあの世の存在は最後まで信じられなかったが、江原の話に考えさせられることは山ほどあった」、「わたしも（スピリチュアリズムに）部分的には目覚めたのでしょうね（笑い）」と述べ、江原の今後の活動に注目してゆきたいと締めくくっている。

## 人生観

### 霊能力に関して
1. 自分は、生きている人のオーラが見える。
2. 自分は、幼い頃から霊的に敏感で霊やエネルギーに感応しやすい“憑依体質”である。
3. 自分は、4歳の時、父親の背後に黒いオーラが見えたため、近づくことが出来なかった。
4. 自分は、父親の背後のオーラを見た数日後、父親が薬害で亡くなったので、父親の死を予知したと解釈した。
5. 自分は、小学生のころ、戦争中の服装の親子を見て、彼らと対話した。つまり、亡くなった人の霊を見た。
6. 自分は、心の目により人のオーラや前世を見たり、守護霊や亡くなった人の思いやメッセージを想像したりする。
7. 霊能力があることと高い人格であることは、必ずしも比例しない[1][4]。
8. 霊能力は、かならずしも人を幸せにしない[4]。
9. 自分は、霊界からの助言をもらえることは滅多にない（[4]、p242）。
10. 自分は、一人の人間として葛藤を抱えており、悩みや迷いもあり、失敗や後悔もある（[4]、p242）。
11. 自分は、人の部屋の様子を覗き見ることができる。透視能力（オーラの泉での発言）
12. 自分は、気がむけば地球を宇宙から眺めて楽しむことができる。千里眼（オーラの泉での発言）

### 霊能者に関して
1. 自分は、ごく普通の人間である。普通の人でも霊能力は10パーセントほどは持っている。
2. 霊能者でも、霊能力を100パーセントもつ人は一人もいない。
3. 霊能者は、平均して50から60パーセントほどの霊能力を持つものであり、霊能力を80パーセント持っていれば、極めて優秀な霊能者である。（[4]、p219）。
4. 霊能者になりたいと思ったことは一度もない。([8]、p27)。
5. 寺坂や何人かの日本の霊能者から、「霊界は霊能者になることを望んでいる」と伝えられる。しかし、その自信はなかったので、心霊相談という霊能者がするような役割をやめようと考えたこともある。
6. 國學院大學在学中に『ブラザー・サン シスター・ムーン』という映画を視聴し、すべてを投げ打って真理に従ったアッシジのフランチェスコの生き方に感動した。そこで決心したのは、自分が、「我」を持たず、霊界（天）が望む通りに、スピリチュアリズムを広める霊界の道具になることである[1][4][43]。
7. 霊能者は、様々な天職の中の一つに過ぎない、その仕事内容は、人に理解されないこともある[9]。
8. 霊能者は、スピリチュアルな人生に目覚させる技術者の一つである。
9. 霊能者を、「生き神様」や「教祖」として崇め奉るべきではない[4]。

## 作品

### 著書
- 人はなぜ生まれいかに生きるのか (ハート出版 2001年10月25日、1995年1月21日に出版した最初の著作『自分のための霊学のすすめ』の新装版) ISBN 978-4892954979
  - 人はなぜ生まれいかに生きるのか <新装版>(ハート出版、2016/6/20)
- あの世の話（佐藤愛子との共著、青春出版社1998年11月）
  - あの世の話 (文春文庫、文藝春秋 2001年12月10日) ISBN 978-4167450052
- 幸運を引きよせるスピリチュアル・ブック（三笠書房 2001年3月）ISBN 978-4837960829
- スピリチュアル生活12か月（三笠書房 2001年12月） ISBN 978-4837961178
- "幸運"と"自分"をつなぐスピリチュアルセルフ・カウンセリング（三笠書房 2002年7月） ISBN 978-4837961482
- 江原啓之のスピリチュアル子育て（三笠書房 2002年7月） ISBN 978-4837919728
- 愛のスピリチュアル・バイブル（集英社 2002年11月） ISBN 978-4087753196
- スピリチュアルメッセージ 生きることの真理（飛鳥新社 2002年12月） ISBN 978-4870315358 [44]
- スピリチュアルメッセージII―死することの真理（飛鳥新社 2002年12月） ISBN 978-4870315358
- スピリチュアルメッセージIII―愛することの真理（飛鳥新社 2003年2月25日） ISBN 978-4870315464
- スピリチュアル幸運百科（主婦と生活社 2003年4月） ISBN 978-4391127843
- スピリチュアルな人生に目覚めるために（新潮社 2003年10月） ISBN 978-4101189215
- スピリチュアルプチお祓いブック（マガジンハウス 2003年11月） ISBN 978-4838714803
- 江原啓之神紀行スピリチュアル・サンクチュアリ（マガジンハウス 2003年12月） ISBN 978-4838784264
- スピリチュアルワーキング・ブック（三笠書房 2004年4月）ISBN 978-4837962380
- スピリチュアル夢百科（主婦と生活社 2004年5月） ISBN 978-4391129526
- スピリチュアル・エッセンス あなたの人生を導く言霊集（光文社 2004年6月23日） ISBN 978-4334974534
- 江原啓之のスピリチュアル人生相談室（中央公論新社 2004年9月23日） ISBN 978-4122044210
- 子どもが危ない！（集英社 2004年9月）ISBN 978-4087753417
  - 子どもが危ない! スピリチュアル・カウンセラーからの警鐘（文庫版、集英社2009年2月20日） ISBN 9784087464009
- あなたのためのスピリチュアル・カウンセリング（中央公論新社 2004年12月） ISBN 978-4122048065

- 本当の幸せに出会うスピリチュアル処方箋（三笠書房 2005年1月） ISBN 978-4837962748
- いのちが危ない！スピリチュアル・カウンセラーからの提言（集英社 2005年4月） ISBN 978-4087753455
  - いのちが危ない! スピリチュアル・カウンセラーからの提言（文庫版、2009年緊急提言を大幅加筆。集英社2009年8月20日） ISBN 9784087464665
- 江原啓之への質問状(丸山あかねとの共著、徳間書店 2005年12月16日) ISBN 978-4198620813
- 苦難の乗り越え方（PARCO出版 2006年4月15日） ISBN 978-4891947286
- 眠りに潜むメッセージ スピリチュアル・夢ブック（マガジンハウス 2006年8月23日） ISBN 978-4838717132
- スピリチュアルオーラブック（マガジンハウス 2006年8月23日） ISBN 978-4838717125
- 運命の赤い糸をつなぐスピリチュアルブライダルブック（マガジンハウス 2006年8月23日） ISBN 978-4838717064
- 天国への手紙（集英社 2007年3月） ISBN 978-4087753745
- 未来の創り方（パルコ 2007年4月） ISBN 978-4891947521
- 人間の絆-ソウルメイトをさがして（小学館 2007年6月） ISBN 978-4093965057
  - 人間の絆: ソウルメイトをさがして(小学館、2018/3/6)小学館文庫
- ペットはあなたのスピリチュアル・パートナー（中央公論新社 2007年9月）ISBN 978-4120038709
- 江原啓之 本音発言（講談社 2007年10月19日） ISBN 978-4062141215
- 超恋愛（林真理子との共著、マガジンハウス 2007年12月14日） ISBN 978-4838718368
  - 超恋愛（文庫版、マガジンハウス 2009年9月10日） ISBN 9784838770434
- 私はなぜスピリチュアリストとして生きるのか（ドリス・コリンズ著の監訳、ハート出版 2008年2月6日） ISBN 9784892955808
- 人生に無駄はない 私のスピリチュアル・ライフ（新潮社2008年2月27日） ISBN 9784103057529
- 江原啓之のスピリチュアル子育て（三笠書房2008年5月28日） ISBN 9784837964483
- ことたま（徳間書店2008年7月24日） ISBN 9784198625603
- 傷つくあなたへ（集英社2008年9月25日） ISBN 9784087712629
- 江原啓之の365日スピリチュアル・メッセージ（2009年版ダイアリー）（講談社2008年10月31日） ISBN 9784062149372
- 偶有性幸福論。人生何が起こるか分かんない。（茂木健一郎との共著、ぴあ2008年11月15日） ISBN 9784835617220
- スピリチュアル タブー・ブック（マガジンハウス2008年11月20日） ISBN 9784838719259
- 悪意／善意　たましいの素顔（小学館2008年12月10日） ISBN 9784093965071
- 江原啓之から、あなたに贈る手紙（文庫版三笠書房2009年1月28日） ISBN 9784837964742
- いのちの詩（小学館2009年2月28日） ISBN 9784093878319
- ニッポンを視る!――「怒り」の時代を生きぬく方法（講談社2009年3月19日） ISBN 9784062153126
- トラウマ あなたが生まれてきた理由（講談社2009年8月26日） ISBN 9784062141277
- 幸せのみつけかた―CD&BOOK（ソニー・ミュージックレコーズ/ソニー・マガジンズ2009年11月25日） ISBN 9784789734226
- スピリチュアリズムを語る（パルコ2009年12月17日） ISBN 9784891948139
- 今、いくべき聖地 神紀行（マガジンハウス2009年12月24日） ISBN 9784838720538

- スピリチュアル・ストーリーズ 全3巻 （新潮社 2010年9月、10月、11月）
- 迷ったときのスピリチュアル ダウジング （徳間書店 2010年12月）
- 前世 人生を変える （徳間書店 2010年12月）
- 江原啓之 HAPPY ENERGY BOX （小学館 2011年2月）
- 未来を拓く 言の葉 （マガジンハウス 2011年8月）
- すべての災厄をはねのける スピリチュアル・パワーブック （中央公論新社 2012年1月）
- 予言 （講談社 2012年4月）
- スピリチュアル 護身ブック （マガジンハウス 2012年6月）
- 言霊のゆくえ （徳間書店 2012年12月）
- あなたにメッセージが届いています （マガジンハウス 2013年11月）
- あなたは「死に方」を決めている （中央公論新社 2014年5月）
- 災いから身を守る 霊的秘儀(講談社、2014/8/28)
- あなたの呪縛を解く 霊的儀礼(講談社、2014/8/28)
- 幸せに生きるひとりの法則(幻冬舎、2015/3/11)
- 自分の家をパワースポットに変える最強のルール46(小学館、2015/4/9)
- スピリチュアル・パーゲイション(浄化) 出会いの奇跡・別れの軌跡(徳間書店、2015/11/27)
- たましいの履歴書 - あなたの宿命がわかる(中央公論新社、2016/3/24)
- たましいの地図 - あなたの運命をひらく(中央公論新社、2016/3/24)
- 星月神示 あなたが生まれてきた意味(マガジンハウス、2016/6/29)
- 幸せになる100か条(徳間書店、2017/4/27)
- 守護霊(講談社、2017/6/30)
- 厄祓いの極意(中央公論新社、2017/9/6)
- 運命を知る(パルコ、2017/11/29)
- スピリチュアル・リナーシェ 祈るように生きる(三笠書房、2018/1/13)
- あなたが輝くオーラ旅 33の法則(小学館、2018/2/27)
- たましいを癒すお祓いフィトセラピー(共著：池田明子、マガジンハウス、2018/6/28)
- 聖なるみちびき イエスからの言霊(講談社、2019/4/17)
- 人生を変える7つの秘儀(マガジンハウス、2019/6/7)

### 音楽
- スピリチュアル・ヴォイス（GT music 2004年12月22日）
- スピリチュアル・エナジー（GT music 2006年3月24日）
- 小さな奇跡（Sony Records 2007年2月14日）
- 愛の詩（Sony Records 2007年4月4日）
- LIVE!! EHARA 20th Anniversary Concert（Sony Records 2009年3月5日）
- 幸せのみつけかた（Sony Records 2009年11月25日）
- おと語り （Spiritual Record 2011年5月11日）
- うた語り （Spiritual Record 2012年3月7日）
- ひと語り （Spiritual Record 2013年3月13日）

## 出演

### テレビ
- 痛快!エブリデイ（関西テレビ、2004年頃）※火曜日のコーナー「江原啓之 心の処方箋」のみに出演。番組がリニューアルされたために現在は出ていない。
- えぐら開運堂(テレビ東京、2003年10月3日-2005年9月30日)
- こたえてちょーだい!（フジテレビ、終了）※レギュラー出演ではないため不定期
- 江原啓之スペシャル 天国からの手紙（フジテレビ、2004年4月18日-2007年12月26日）
- 国分太一・美輪明宏・江原啓之のオーラの泉（テレビ朝日、2005年4月－2009年3月）
- のりゆきのトークDE北海道（北海道文化放送）
- にっぽん今若道〜江原啓之のちょっと道草〜（BS朝日）2010年4月8日-2011年12月8日
- 5時に夢中!（東京メトロポリタンテレビ）2015年4月1日- 2021年3月10日
- 火曜サプライズ（日本テレビ）2016年3月15日 - [45]

### ラジオ
- 江原啓之 スピリチュアルトライ!（文化放送）2004年4月-2005年9月
- 江原啓之の幸せのレッスン（ニッポン放送 2006年10月－2008年3月）
- 江原啓之のラジカントロプス2.0（ラジオ日本）2009年9月11日
- 江原啓之 おと語り （TOKYO FM 2011年4月3日 - ）

### 映画
- 奥田瑛二監督『風の外側』（2007年12月公開、オペラ歌手を夢見る少女（安藤サクラ）を個人指導する声楽教師の役で出演。）

### ドラマ
- 江原啓之への質問状 〜永遠の記憶〜（2007年5月27日に、WOWOW放送されたテレビドラマ）

### CM
- おやつカンパニー「フランスパン工房」（パンdeショコラ編、2009年11月 - ） - 美輪明宏と共演